# 안데르스 소른
안데르스 레오나르드 소른(스웨덴어: Anders Leonard Zorn, 1860년 2월 18일 ~ 1920년 8월 22일)은 스웨덴의 화가, 조각가, 판화가이다.

## 생애
달라르나 지방에 위치한 모라 출신으로 위바르덴 교구에 위치한 농장을 경영하던 할아버지 밑에서 성장했다. 12세 시절까지는 모라에 위치한 학교에 재학했으며 1872년 가을에 엔셰핑에 위치한 중등 문법 학교에 입학했다. 1875년부터 1880년까지 스톡홀름에 위치한 스웨덴 왕립 예술 아카데미에 재학하던 동안에는 미술에 뛰어난 재능을 보이면서 교사들을 놀라게 했다.
스톡홀름에 거주하던 사회 구성원들과 만나면서 인지도를 높였고 1881년 초반에는 부유한 유대인 상인의 딸인 엠마 람과 결혼하게 된다. 경력 초반에는 화려하고 빛나는 수채화를 제작했지만 시간이 지나면서 따뜻하고 시원한 빛과 그늘 영역의 결합을 통해 따뜻한 색조와 차가운 색조의 대조되는 영역, 색상 대비와 반사광을 결합한 미술 작품을 제작했다.
1880년대부터 1890년대 사이에 영국 런던, 프랑스 파리, 발칸반도, 스페인, 이탈리아, 미국 등지에서 활동하면서 국제적인 성공을 기록했다. 영국 런던에서는 동판화 제작 기법을 배웠고 프랑스 파리에서는 에두아르 마네·에드가 드가의 인상주의 미술 기법, 스페인의 회화 기법을 결합한 미술 작품을 제작했다. 미국에 거주하던 동안에는 미국의 그로버 클리블랜드, 윌리엄 하워드 태프트, 시어도어 루스벨트 대통령의 초상화를 제작했는데 인물의 개성을 날카롭게 묘사한 초상화가라는 받았다. 1899년에 열린 파리 세계 박람회에서는 레지옹 도뇌르 훈장 기사 계급을 받았다.
1898년에는 스웨덴의 오스카르 2세 국왕의 초상화를 제작했으며 스웨덴으로 귀국한 이후에는 사실적인 이미지가 넘치는 미술 작품을 제작했다. 1920년에는 스웨덴의 문학에서 뛰어난 공적을 남긴 시인에게 수여하는 문학상인 벨만상을 제정했고 같은 해에 스톡홀름에서 사망했다.

## 주요 작품

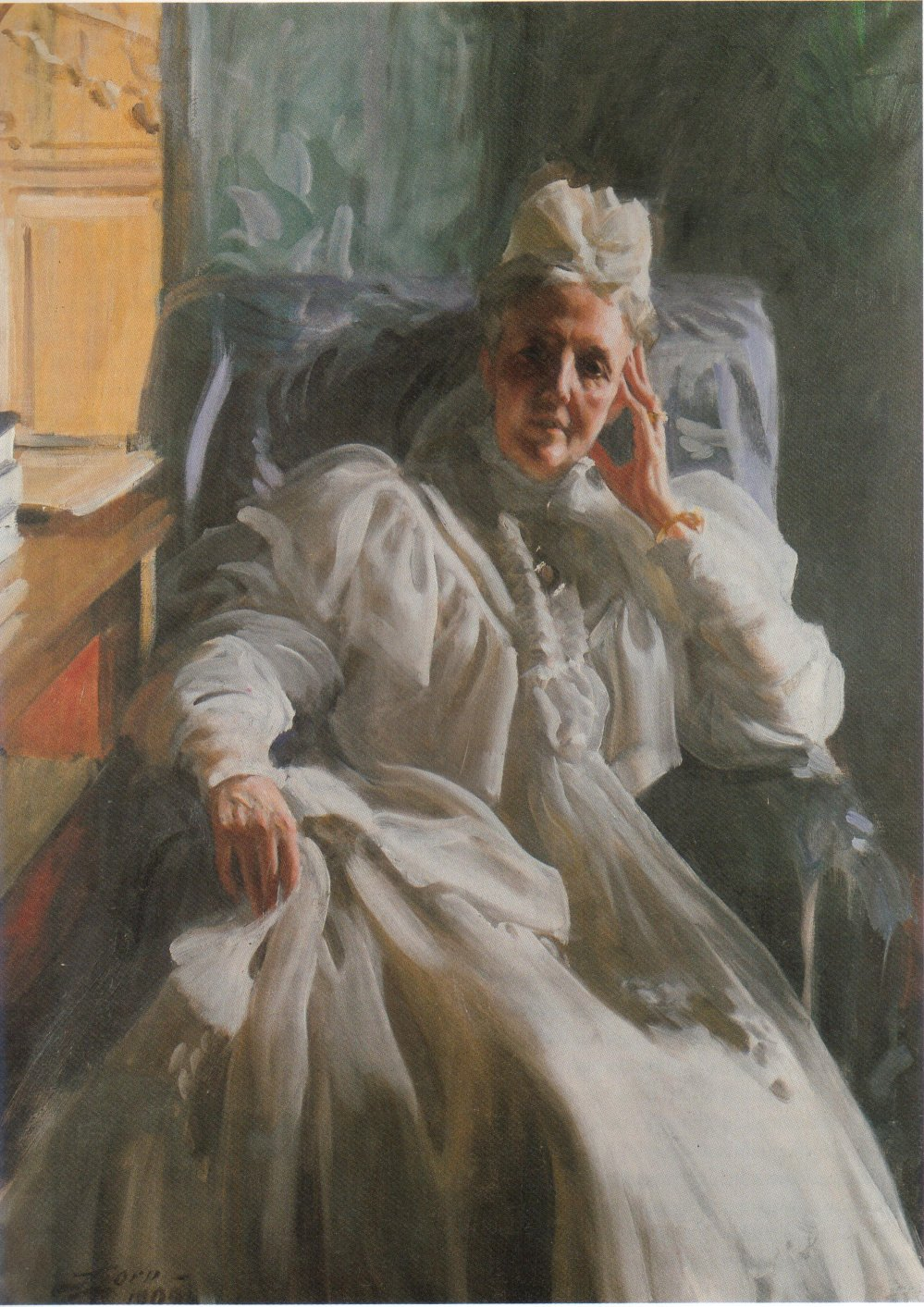
Queen Sophie
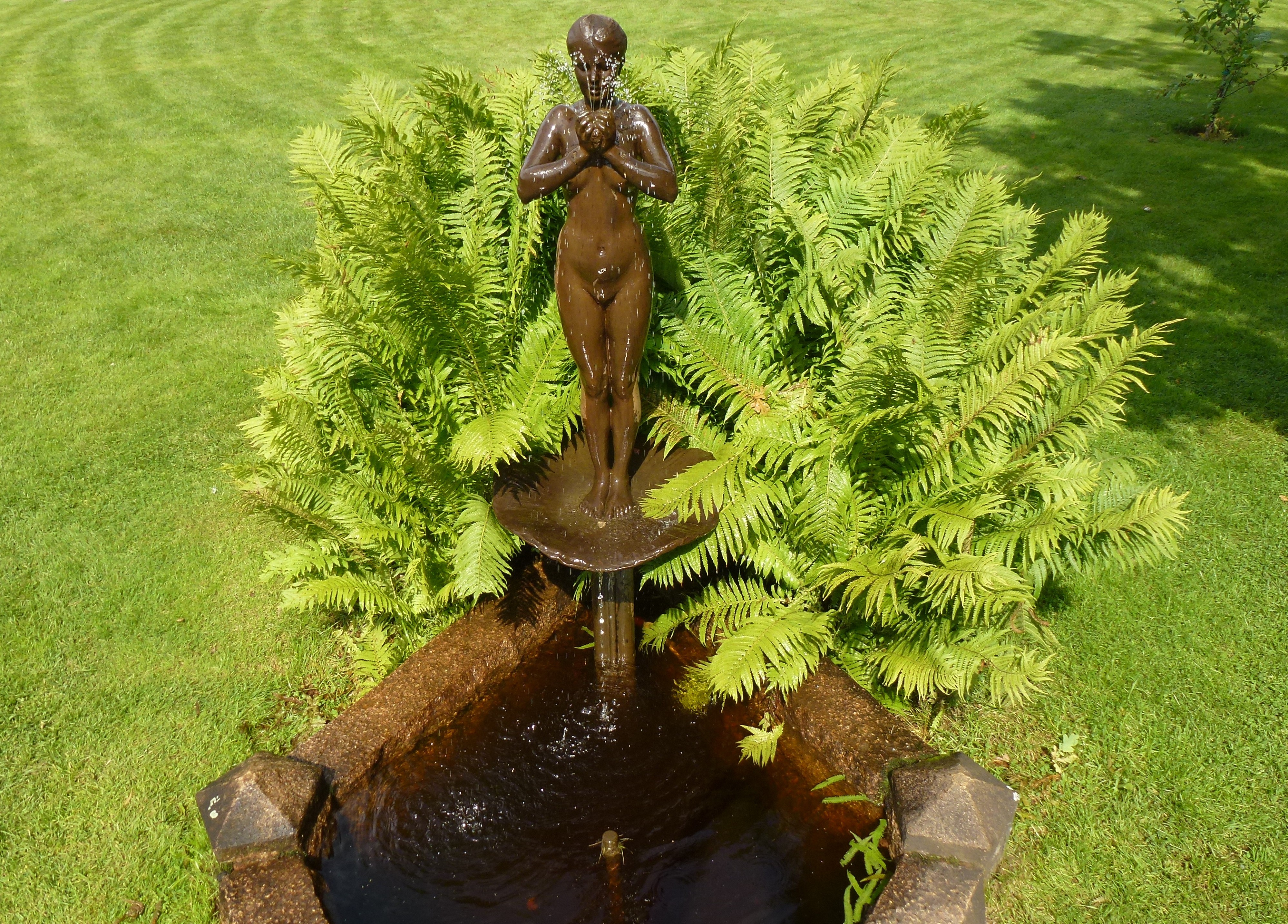
Morgonbad
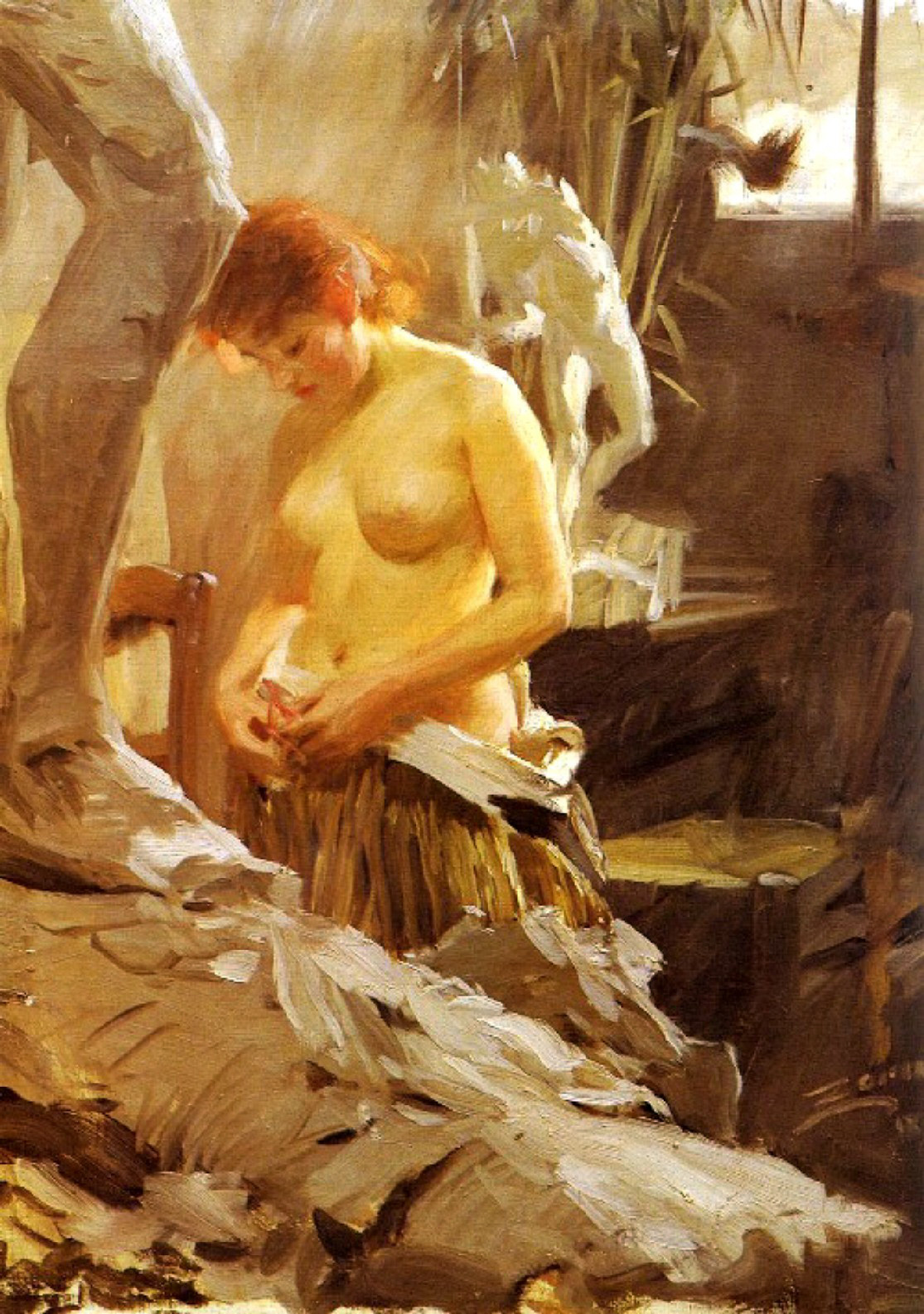
In Wikströms studio